# Лофицкое
Лофицкое — село в Богучарском районе Воронежской области.
Административный центр Поповского сельского поселения.

## География
Село находится на правом берегу реки Богучарка, на расстоянии 8 км к юго-западу от города Богучар, административного центра района.

## История
Село основано в середине XVIII века, названо по фамилии сотника Лофицкого.

## Население
| 1859 | 1897  | 2000 | 2005 | 2010 |
| ---- | ----- | ---- | ---- | ---- |
| 1525 | ↗1774 | ↘734 | ↗753 | ↘748 |

## Улицы
| - ул. Киевская, - пер. Колхозный, - ул. Комсомольская, | - ул. Ленина, - ул. Новая, - ул. Терешковой. |

## Известные уроженцы
- Асланова, Мария Илларионовна (1920—2014) — советская работница сельского хозяйства, Герой Социалистического Труда.